# Lucjan Adwentowicz
Lucjan Adwentowicz (ur. 28 maja 1902 we Lwowie, zm. 26 czerwca 1937 w Otwocku) – polski malarz.

## Życiorys
Był synem aktora Karola Adwentowicza. Malarstwo studiował we Lwowie (pod kierunkiem Kazimierza Sichulskiego) oraz w krakowskiej ASP (pod kierunkiem Józefa Mehoffera, Józefa Pankiewicza i Felicjana Szczęsnego Kowarskiego).
Był związany z grupą artystyczną Pryzmat skupioną wokół Kowarskiego. Dzięki stypendium Funduszu Kultury Narodowej wyjechał do Włoch (1928–1929). Chorował na gruźlicę, leczył ją m.in. w sanatorium w Otwocku (1936–1937).
Jego twórczość była raczej kameralna. Malował krajobrazy (z dominującą tonacją fioletów), kompozycje figuralne, akty, portrety, martwe natury (zwłaszcza kwiaty), malowidła ścienne. Posługiwał się tradycyjnymi technikami malarskimi (akwarela, gwasz, technika olejna). Dzieła Adwentowicza charakteryzuje stonowana, zgaszona kolorystyka.
Zmarł 26 czerwca 1937 w miejskim sanatorium w Otwocku.

## Najważniejsze dzieła
- Ucieczka do Egiptu
- Konny tramwaj
- Autoportret z laską
- Pallada i Nike dla Zamku Królewskiego na Wawelu (1933)
- Cykl szpitalny (1936-37)